# X-Plane
X-Plane è un simulatore di volo sviluppato da Austin Meyer e prodotto dalla Laminar Research dapprima per Windows e Linux e successivamente per Android e IOS. L'ultima versione disponibile per sistemi desktop è la 12, mentre per le piattaforme mobili è la 10.

## Modello fisico del simulatore[3]
Il modello fisico di volo di X-Plane è basato sulla cosiddetta "Blade Element Theory", che interpreta la forma geometrica di qualsiasi velivolo e simula il modo in cui questo potrebbe comportarsi durante il volo. Alla base di questa teoria c'è un processo in cui ogni aereo viene suddiviso in sottoparti, e per ognuna di queste viene calcolato il comportamento. Tutte queste forze applicate sulle superfici aerodinamiche del velivolo vengono poi convertite in accelerazioni e integrate in velocità e posizione.
I vantaggi di questo modello risiedono nell'accuratezza e nella flessibilità, in quanto è applicabile a qualsiasi tipo di velivolo dagli aeroplani agli elicotteri passando per alianti e dirigibili. A differenza di altri simulatori di volo che simulano le forze da applicare solamente su una parte specifica dell'aereo (molto spesso il muso), il Blade Element simula ogni parte dell'ala, dello stabilizzatore e in caso di elicottero delle rispettive pale.
Questo tipo di modello di volo è tuttavia molto soggetto ad errori di programmazione nella forma dell'aeromobile, infatti anche un errore millimetrico nella programmazione delle superfici può portare a comportamenti inaspettati e non corrispondenti alla realtà.

### Suddivisione dell'elemento
All'avvio del simulatore, tutte le componenti aerodinamiche del velivolo vengono suddivise fino a un massimo di dieci elementi. Su questi elementi poi vengono eseguiti i calcoli matematici per simulare la fisica.

### Calcolo delle velocità
Affinché si possano calcolare perfettamente i vettori di velocità di ciascun elemento vengono prese in considerazione le velocità angolari e lineari del velivolo, oltre che quelle di bracci longitudinali, laterali e verticali. Affinché il processo sia il più efficace e realistico possibile, questo viene eseguito più volte per ogni frame (da un minimo di 2 ad un massimo di 10), al fine di ridurre al minimo eventuali errori di calcolo. Dalla versione 9.30 sono stati introdotti importanti miglioramenti nel modello di volo, compresa la simulazione completa del propwash e del downwash nonché una modellazione ulteriormente migliorata sugli stalli asimmetrici e l'ingresso in vite.

## Storico delle versioni
| Versione  | Data di uscita su Windows, MacOS e Linux |
| --------- | ---------------------------------------- |
| 1         | 1993                                     |
| 2         | 1996                                     |
| 3         | 1997                                     |
| 4         | 1998                                     |
| 5         | 2000                                     |
| 6         | 2001                                     |
| 7         | 2003                                     |
| 8         | 2004                                     |
| 9         | 2008                                     |
| 10 demo   | 10 dicembre 2011                         |
| 10        | 27 dicembre 2011                         |
| 11 beta 1 | 25 novembre 2016                         |
| 11 beta 2 | 6 dicembre 2016                          |
| 11        | 30 marzo 2017                            |
| 11.50     | 9 luglio 2020                            |
| 12        | 5 settembre 2022                         |

## Modalità di gioco
L'obiettivo di X-Plane è duplice: se da un lato cerca di far avvicinare i neofiti al mondo dell'aviazione dall'altro cerca di essere da addestramento per i piloti più esperti. Ciò avviene grazie alle due modalità di gioco presenti nel simulatore: scuola di volo e volo libero.
Nella modalità scuola di volo è possibile imparare i fondamenti di aeronautica come rullaggio in pista, decollo, atterraggio, controllo dell'aeromobile e uso della strumentazione di bordo.
Nella modalità volo libero non essendoci uno scenario predefinito è l'utente stesso a selezionare l'aeroporto di partenza, il velivolo e il piano di volo.

## Scenario
Lo scenario di X-Plane, in particolare nella versione 11, include qualsiasi aeroporto al mondo. Questo è stato reso possibile sia grazie alle immagini aeree sia grazie alla modellazione 3D dei vari aeroporti. Il terreno, le città, i rilievi montuosi e le grandi distese d'acqua sono presenti nella mappa di gioco grazie alle immagini aeree. Queste foto, associate a precise coordinate geografiche identificano un dato punto nel globo a una specifica texture da applicare su quel punto. Il risultato è che ad esempio, sorvolando Roma, è possibile ammirare il Colosseo, esattamente come è possibile a bordo di un vero velivolo. Tuttavia, non tutti gli aeroporti hanno la stessa qualità, in particolar modo quelli più piccoli.

## Motore grafico di gioco
Sin dalle prime versioni del gioco, il motore grafico è sempre stato proprietario e sviluppato internamente da Laminar Research. Nonostante il motore di rendering sia affidato a OpenGL, dalla versione 11.50 è possibile utilizzare le Vulkan (API)) con un consistente aumento in termini di prestazioni grafiche. L'utilizzo delle API Vulkan ha reso possibile anche l'abilitazione della tecnologia HDR.

## Plane Maker
Grazie allo strumento Plane Maker è possibile creare il proprio velivolo da zero, pur non avendo conoscenze approfondite in aerodinamica e modellazione 3D. Integrato nel bundle del simulatore, Plane Maker una volta inseriti tutti i dati riguardo alla fisica di volo come peso, apertura alare, potenza dei motori, deflessioni di controllo, sezioni del profilo aerodinamico, ecc., modella le prestazioni del velivolo in modo tale da risultare quanto più realistico possibile, andando quindi a integrarsi con la fisica di gioco e con il modello a "Blade Element", proprio come avviene con i modelli originali rilasciati dallo sviluppatore.
Il percorso per creare il velivolo è il seguente:
1. Scelta di uno schema di partenza;
2. Disegno di fusoliera, ali e coda dell'aereo;
3. Creazione di oggetti secondari come carrello d'atterraggio e avionica;
4. Sviluppo di motori, sistemi elettrici, peso, equilibrio e punti di vista;
5. Creazione della strumentazione 2D;
6. Test dell'aeromobile in X-Plane.

## Aerei presenti di default[17]
Versione 11.50
Aerei di linea
- Boeing 737-800
- Boeing 747-400
- McDonnell Douglas MD-80

Aviazione Generale
- Beechcraft Baron 58
- Cessna 172SP
- Cirrus Vision SF50
- Beechcraft King Air C90

Alianti
- Schleicher ASK 21

Elicotteri
- Sikorsky S-76

Militari
- McDonnell Douglas F-4 Phantom II
- Lockheed SR-71 Blackbird

Sono presenti anche tutti i velivoli delle versioni precedenti, attivabili attraverso una spunta nel menu della scelta dell’aeromobile.Tuttavia c'è da segnalare che questi non sono aggiornati nella veste grafica e simulativa di Xplane 11.

## Community e modding
Intorno a X-Plane ruota una folta e attiva community di utenti e sviluppatori indipendenti che arricchiscono il gioco di base. Attraverso una serie di addon freeware e a pagamento, rilasciati sullo store ufficiale, è possibile aggiungere decine di aeroporti dettagliati o praticamente qualsiasi velivolo esistente e molti di invenzione.
Per simulare un mondo dinamico, il gioco può essere connesso in rete attraverso il protocollo UDP o TCP/IP affinché possa interfacciarsi ad altre istanze del simulatore in tutto il mondo. Questo permette non solo di avere voli in contemporanea da tutto il mondo ma anche aeroporti in continuo movimento. Ciò è possibile grazie ad addon come pilotedge.
Grazie alla community è inoltre possibile simulare la fornitura del servizio ATC (Air Traffic Control - controllo del traffico aereo) quando si è in aeroporto, facendosi guidare da altri utenti presenti nella torre di controllo nella scelta della pista di decollo/atterraggio, e delle fasi iniziali o terminali del volo, esattamente come nella realtà.

## Versioni mobili[22]
Nel dicembre 2019 è stata rilasciata dapprima su App Store e successivamente su Google Play la versione mobile di X-Plane. A differenza della controparte desktop questa è, per ovvie ragioni di differenza potenziale tra un personal computer e uno smartphone, leggermente meno potente a livello grafico, con meno dettagli nella vegetazione, negli aeroporti e negli scenari in generale. Tuttavia il risultato ottenuto è in linea con altri simulatori presenti negli store sopracitati, dal momento che integra lo stesso motore di gioco della versione 11. Proprio come la versione per computer, integra inoltre tutti gli aeroporti al mondo e gli stessi aeromobili. Non è possibile però, espandere il gioco con addon.

## Uso privato e uso professionale
Essendo un simulatore ancor prima di essere un videogioco, X-Plane permette di acquistare una licenza professionale che, diversamente da quella privata, dà all'utente, a partire dalla versione 8.60, la possibilità di usare il software come base per addestramento certificato Federal Aviation Administration. Per far sì che questo possa avvenire serve una costosa attrezzatura certificata sempre dal suddetto ente, come l'integrazione con i sistemi di navigazione Garmin G1000.
Un'altra differenza dalla versione "casalinga" consiste nel motore di gioco: più preciso e dettagliato nella versione professionale, esegue numerose altre simulazioni e calcoli per rendere l'esperienza quanto più vicina a quella di un volo realistico.